# CygamesPictures
CygamesPictures (株式会社CygamesPictures?, Kabushiki-gaisha Saigēmusu Pikuchāzu) è uno studio di animazione giapponese fondato il 5 aprile 2016 ed è una filiale interamente controllata da Cygames.

## Storia

Logo dell'azienda madre.

CygamesPictures è stata fondata a Musashino, Tokyo, nell'aprile 2016 da Cygames, sua società madre, che aveva già avviato un dipartimento dedicato alla produzione di anime nel marzo 2015. L'obiettivo era internalizzare la realizzazione delle opere animate, sia per adattare i propri franchise videoludici che per creare anime originali, pur mantenendo collaborazioni esterne. Lo studio si è distinto per l'impegno nel migliorare le condizioni di lavoro nel settore e nella formazione di nuovi talenti. Nel 2021, la guida dell'azienda è passata da Koichi Watanabe, che rimarrà direttore, a Nobuhiro Takenaka. La sede è stata trasferita a Nerima, Tokyo, nel novembre 2020.

## Produzioni

### Serie TV

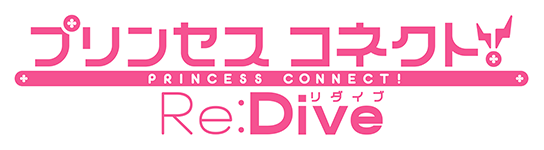
Logo della serie Princess Connect! Re:Dive.

| Titolo                               | Anno di produzione | Episodi | Note e fonti  |
| ------------------------------------ | ------------------ | ------- | ------------- |
| Manaria Friends                      | 2019               | 10      | [ 9 ]         |
| Princess Connect! Re:Dive            | 2020, 2022         | 25      | [ N 1 ] [ 9 ] |
| The Idolmaster Cinderella Girls U149 | 2023               | 12      | [ 9 ]         |
| Brave Bang Bravern!                  | 2024               | 12      | [ 9 ]         |
| Uma Musume: Cinderella Gray          | 2025               | 13      | [ 9 ]         |
| Apocalypse Hotel                     | 2025               | 12      | [ 9 ]         |
| L'estate in cui Hikaru è morto       | 2025               | -       | [ 9 ]         |

### Film
| Titolo                                          | Data di pubblicazione | Note e fonti |
| ----------------------------------------------- | --------------------- | ------------ |
| Uma Musume Pretty Derby: Beginning of a New Era | maggio 2024           | [ 9 ]        |

### OAV ed ONA
| Titolo                                                                    | Anno di produzione | Episodi | Note e fonti  |
| ------------------------------------------------------------------------- | ------------------ | ------- | ------------- |
| Blade Runner: Black Out 2022                                              | 2017               | 1       | [ N 2 ] [ 9 ] |
| Cinderella Girls 10th Anniversary Celebration Animation Eternity Memories | 2022               | 1       | [ 9 ]         |
| Uma Musume Pretty Derby: Road to the Top                                  | 2023               | 4       | [ 9 ]         |

### Video musicali
| Titolo                   | Data di pubblicazione | Note e fonti  |
| ------------------------ | --------------------- | ------------- |
| GRANBLUE FANTASY: ROBOMI | 14 dicembre 2020      | [ 9 ]         |
| Follow Your Fantasy      | 17 dicembre 2021      | [ N 3 ] [ 9 ] |
| Feel Like                | 23 maggio 2025        | [ N 4 ] [ 9 ] |